# دیوید لیندلی (نوازنده)
دیوید لیندلی (انگلیسی: David Lindley؛ زادهٔ ۲۱ مارس ۱۹۴۴ - درگذشتهٔ ٣ مارس ٢٠٢٣) موسیقی‌دان اهل ایالات متحده آمریکا بود. وی از سال ۱۹۶۶ میلادی تا ٢٠٢٣ مشغول فعالیت بوده‌است.